# Islotes Cruls
Los islotes Cruls son un grupo de pequeñas islas situadas a 2 kilómetros al oeste de los islotes Roca en la parte sur del archipiélago Wilhelm, frente a la costa oeste de la península Antártica. Las islas Argentina se hallan al este-sudeste.

## Historia y toponimia
Fueron descubiertas en febrero de 1898 por la Expedición Antártica Belga, al mando de Adrien de Gerlache de Gomery, y nombradas en honor a Luís Cruls, astrónomo belga nacionalizado brasileño y director del observatorio de Río de Janeiro, quien asistió a la expedición durante el viaje de ida en septiembre de 1897.
Han figurado incorrectamente con los nombres Roca y Quintana, en confusión con los islotes Roca y la isla Quintana, en publicaciones argentinas, británicas, estadounidenses y francesas. También se le ha dado el nombre Cruls a los islotes Anagrama. En otras publicaciones han aparecido con los nombres Crulls y Crulz.
En 1942 formó parte del recorrido del ARA 1.º de Mayo de la Armada Argentina, que debió tomar fondeadero forzoso en el lugar tras un temporal de nieve, dando nombre al fondeadero Niebla.
En 1958, el British Antarctic Survey tomó fotografías desde el aire en el helicóptero del HMS Protector y cartografió el área, precisando la ubicación de los islotes Cruls y su diferenciación con los islotes cercanos.

## Reclamaciones territoriales
Argentina incluye las islas en el departamento Antártida Argentina dentro de la provincia de Tierra del Fuego, Antártida e Islas del Atlántico Sur; para Chile forman parte de la comuna Antártica de la provincia Antártica Chilena dentro de la Región de Magallanes y de la Antártica Chilena; y para el Reino Unido integran el Territorio Antártico Británico. Las tres reclamaciones están sujetas a las disposiciones del Tratado Antártico.
Nomenclatura de los países reclamantes: 
- Argentina: islotes Cruls[5][6]
- Chile: islotes Cruls[7]
- Reino Unido: Cruls Islands[3]